# Max Larsson
Max Karl Peter Larsson (7 luglio 2003) è un calciatore svedese, centrocampista del Västerås SK.

## Carriera
Larsson è cresciuto nel settore giovanile del Västerås SK e l'11 luglio 2021 ha firmato il suo primo contratto professionistico, poche settimane prima di passare in prestito all'IFK Eskilstuna nella quarta serie nazionale.
Rientrato al club biancoverde a inizio 2022, ha fatto il suo esordio il 2 aprile nell'incontro di Superettan perso 2-1 contro il Brommapojkarna ed ha segnato il suo primo gol il 7 maggio seguente contro l'AFC Eskilstuna. Già nel corso della sua prima vera stagione in prima squadra si è ritagliato un posto da titolare. Al termine della stagione 2023, da lui conclusa con 4 reti in 26 presenze, i biancoverdi si sono classificati al primo posto nella Superettan 2023 ed hanno così conquistato la promozione nella massima serie. All'esordio nel massimo campionato svedese Larsson ha totalizzato 26 presenze, ma la squadra è retrocessa in Superettan a causa dell'ultimo posto in classifica.

## Statistiche

### Presenze e reti nei club
Statistiche aggiornate all'11 novembre 2024.
| Stagione           | Squadra            | Campionato         | Campionato | Campionato | Coppe nazionali | Coppe nazionali | Coppe nazionali | Coppe continentali | Coppe continentali | Coppe continentali | Altre coppe | Altre coppe | Altre coppe | Totale | Totale | Totale |
| Stagione           | Squadra            | Comp               | Pres       | Reti       | Comp            | Pres            | Reti            | Comp               | Pres               | Reti               | Comp        | Pres        | Reti        | Pres   | Reti   |        |
| ------------------ | ------------------ | ------------------ | ---------- | ---------- | --------------- | --------------- | --------------- | ------------------ | ------------------ | ------------------ | ----------- | ----------- | ----------- | ------ | ------ | ------ |
| 2022               | Västerås SK        | S1                 | 27         | 2          | CS+CS           | 0+1             | 0               | -                  | -                  | -                  | -           | -           | -           | 28     | 2      |        |
| 2023               | Västerås SK        | S1                 | 26         | 4          | CS+CS           | 3+0             | 0               | -                  | -                  | -                  | -           | -           | -           | 29     | 4      |        |
| 2024               | Västerås SK        | A                  | 26         | 0          | CS+CS           | 3+1             | 0               | -                  | -                  | -                  | -           | -           | -           | 30     | 0      |        |
| Totale Västerås SK | Totale Västerås SK | Totale Västerås SK | 79         | 6          |                 | 8               | 0               |                    | -                  | -                  |             | -           | -           | 87     | 6      |        |
| Totale carriera    | Totale carriera    | Totale carriera    | 79         | 6          |                 | 8               | 0               |                    | -                  | -                  |             | -           | -           | 87     | 6      |        |

## Palmarès

### Club

#### Competizioni nazionali
- Superettan: 1

Västerås SK: 2023